# Sye
Die Sye ist ein kleiner Fluss in Frankreich, der im Département Drôme in der Region Auvergne-Rhône-Alpes verläuft. Sie entspringt unter dem Namen Ruisseau de Font Pérot im äußersten Westen des Regionalen Naturparks Vercors, im Gemeindegebiet von Gigors-et-Lozeron. Der Fluss entwässert generell Richtung Südwest bis Süd und mündet nach rund 13 Kilometern am östlichen Ortsrand von Aouste-sur-Sye als rechter Nebenfluss in die Drôme.

## Orte am Fluss
(Reihenfolge in Fließrichtung)
- Le Pont (Gemeinde Cobonne)
- Aouste-sur-Sye